# نميرة

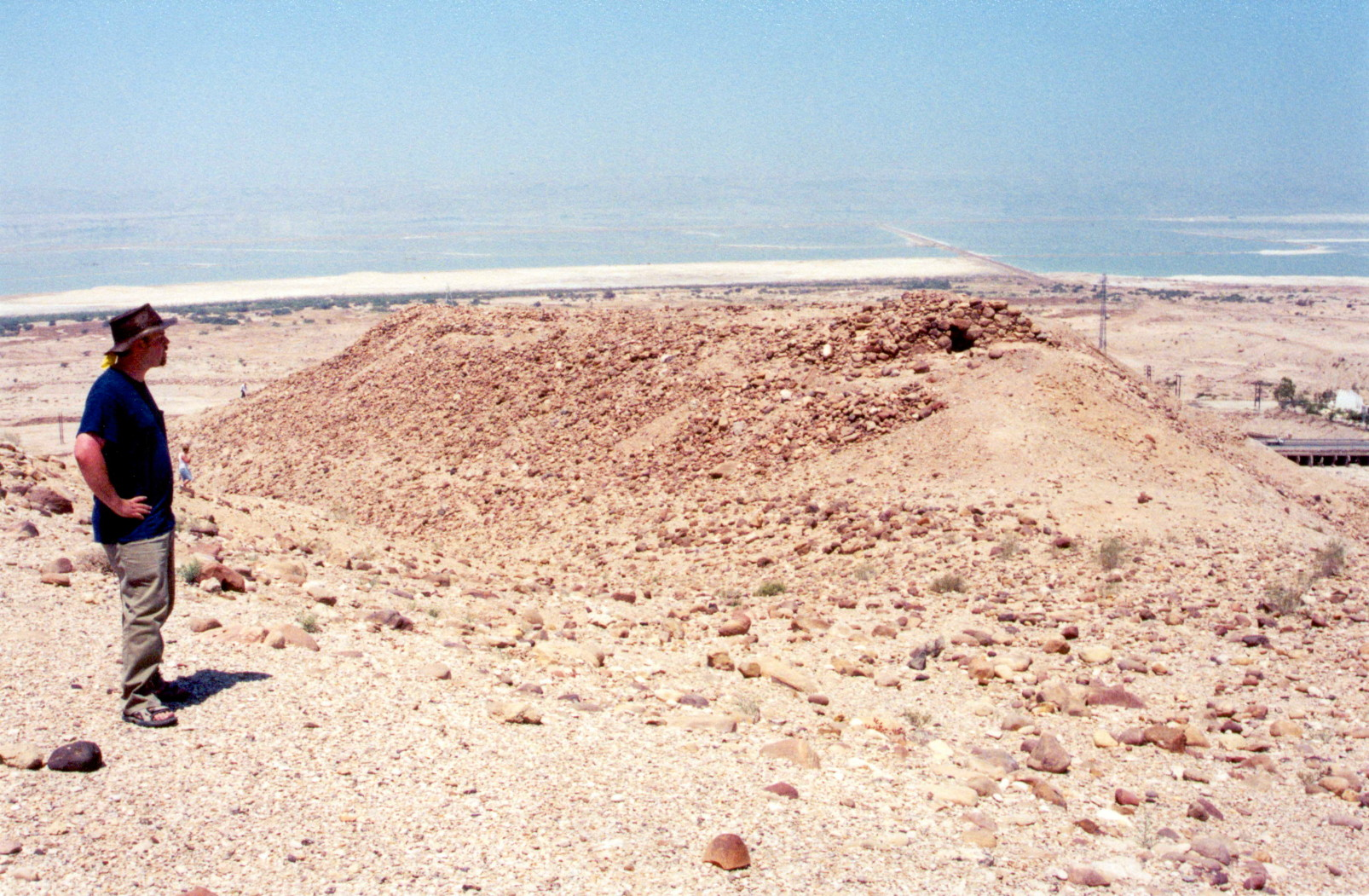

نميرة هو موقع أثري في الأردن بالقرب من البحر الميت. يحتوي الموقع على بقايا آثرية من العصر البرونزي المبكر. نميرة هو أيضًا الاسم الذي يطلق على الوادي والنهر المجاورين. يقع الموقع على عمق 280 متراً تحت سطح البحر، على شاطئ البحر الميت. حاولت البعثات التنقيبية ربطها بموقع عمورة التوراتي لكن دون جدوى لغياب الأدلة الأثرية ولكون التوراة مجموعة من الكتب التي تشوبها الأساطير أكثر من الدقة العلمية كبقية الكتب الدينية التاريخية.
يؤدي النهر إلى تآكل الموقع الأثري بشكل كبير، وربما يدمر ما يصل إلى نصف الموقع الآثري بسبب التغيرات في مجرى المياه.

## علم الآثار
```
تم احتلال النميرة خلال 
العصر الثالث
، وهناك دلائل عديدة على أنها كانت مستعمرة 
لباب الذراع،
 بما في ذلك عدم وجود مقابر في محيط النميرة، والأدلة الخزفية على أن السكان دفنوا موتاهم خارج باب الذراع، حوالي 13.
 
كم جنوب باب الذراع.
[
4
]
 إذا لم تكن مستعمرة مباشرة، فإن بقايا الفخار تشير إلى أن المدينتين كانتا تتاجران بالتأكيد مع بعضهما البعض.
[
5
]
 تضع 
تواريخ الكربون
 المشع المُعايرة الموقع في فترة زمنية. يمتد السكن لمدة 250 عامًا تقريبًا أو 10-12 جيلًا. تم تدمير النميرة بعنف في نهاية العصر الثالث (2300 قبل الميلاد) ولم يتم احتلالها مرة أخرى.
[
2
]
[
3
]
 وهذا قبل 200 سنة من التاريخ المفترض الحالي لتدمير 
سدوم
.
[
6
]
 تشير الحفريات إلى أن النميرة كانت عبارة عن مستوطنة مسورة تبلغ 
0.5-هكتار (1.2-أكر)
، على الرغم من أنها ربما كانت ضعف المساحة التي نراها اليوم.
[
4
]
 على الرغم من أنه تم حفر 30٪ فقط من الموقع ( 
ق.
 1500
 م 
2
 ) بين عامي 1979 و 1983.
[
4
]
 وكانت المستوطنة تقع على الضفة الجنوبية 
لوادي نميرة
.
[
2
]
 شهدت المرحلة 1 أ إنشاء عدة بنوك من الحفر المبطنة حول مناطق المربعات غير المستخدمة. من المفترض أن هذا يمثل حفر تخزين حول خيمة عائلية.
[
4
]
 شهدت المرحلة 1 ب إضافة المزيد من الحفر والجدران والمواقد ودليلًا على نمط حياة أكثر استقرارًا. شهدت المرحلة الثانية بناء جدران التحصينات والهندسة المعمارية السكنية وغير السكنية من الحجر والطوب اللبن. توجد منطقة غير منزلية عند البوابة الغربية.
[
4
]
 شهدت المرحلة الثانية من الاحتلال إضافة المزيد من الجدران وحفر التخزين. يبدو أن المرحلة الأخيرة من الاحتلال كانت عبارة عن بلدة أصغر بكثير وانتهت عندما أحرقت المدينة.
[
2
]
 وانهيار أحد أبراج التحصين.
[
4
]
 ملاحظة مثيرة للاهتمام هي أن العديد من الأبواب في المدينة في هذا الوقت تبدو مغلقة.
[
3
]
```

## أنضر أيضًا
- "باب الذراع" - موقع مرشح لـ " سدوم "